# 健康食品痴迷症
健康食品癡迷症（英語：orthorexia nervosa，又稱orthorexia）是美國醫生 Steven Bratman 於1997年時提出的概念，指人們因過度追求健康飲食而表現出極端的飲食失調，症狀包括身心焦慮、無法以一種不經計劃的方式進食、除了飲食之外對其它有利於健康的活動失去興趣等，極端情況下會使人處於嚴重營養不良狀態，甚至導致死亡。
Ursula Philpot是英国饮食协会的會長，也是利茲貝克特大學的高级讲师，他在2009年時在《衛報》描述健康食品痴迷症是：「只在意他們所吃食物的品質，而且依照他們自身認為哪一種食物「天然健康」，而限制其本身的飲食。」，這和神经性厌食症及神經性暴食症等进食障碍不同，後者主要是針對其進食的量。
2013年時，美國精神醫學學會（APA）尚未將健康食品癡迷症視為是飲食失調，而廣為使用的《精神疾病診斷與統計手冊》（DSM）及其他權威性的來源也還沒將此症狀列在其正式診斷中[a]。

## 註
- ^ 其他尚未認可健康食品痴迷症的醫學手冊有：ICD-10[6] DSM-IV,[7]及DSM-5[8]。